# Cabildo (Chili)
Pour les articles homonymes, voir Cabildo.
Cabildo est une ville et commune du Chili dans la province de Petorca, elle-même située dans la région de Valparaiso. En 2016, sa population s'élevait à 19 315 habitants. La superficie de la commune est de 1 455 km2 (densité de 13 hab./km2).
Cabildo est créée le 20 mars 1894 sous l'appellation Cabildo des Indiens (c'est-à-dire conseil des indiens) parce que les indigènes mapuches avaient choisi ce lieu pour tenir conseil. Après la disparition de la communauté mapuche dans cette commune, la commune a été renommée Cabildo. Le territoire de la commune est situé sur le cours moyen et supérieur du rio La Ligua à l'est de la commune de La Ligua. Il est situé à 180 km au nord de la capitale Santiago et à 140 km au nord-est de Valparaiso. La population était en majorité rurale en 2002 (66%). Le climat de Cabildo située sur les contreforts des Andes est assez doux, tempéré et semi-aride avec des micro-climats qui permettent la culture de différents types de fruits et de légumes. L'activité principale de la commun est l'agriculture avec 3800 hectares de vergers dont 2683 consacrés à la culture de l'avocat et 475 hectares pour les agrumes. Des gisements de cuivre sont également exploités.

Position de Cabildo (en rouge) au sein de la Région de Valparaiso.